# Parní vodárna Chválkovice
Parní vodárna Chválkovice se nachází na jihovýchodním konci Černovírského lesa severovýchodně od obce Chválkovice - místní části města Olomouc v okrese Olomouc v Olomouckém kraji. Od roku 1958 je památkově chráněná jako nemovitá kulturní památka. Je jedinou dochovanou parní vodárnou v České republice, která je navíc ještě umístěná ve svém původním prostředí.

## Historie a popis
Parní vodárna Chválkovice byla postavena roku 1889 dle projektu firmy Korte a spol., firmou Prager Machinenbau, Aktien Gesellschaft a sloužila k zásobování pitnou vodou. Parní provoz zde byl zastaven v roce 1960, kdy k pohonu byla používána elektrická energie. Je to patrový objekt obdélného půdorysu se sedlovými střechami. Za hlavním vstupem je chodba, ze které je přístup do strojovny nebo do kotelny nebo do sklepa anebo na schodiště do vyššího patra. Nad strojovnou byly 3 byty pro zaměstnance. V minulosti byl vedle kotelny ještě 32 m vysoký komín, který byl po elektrifikaci a odstraněn. Vstup na pozemek vodárny je ze strany příjezdové silnice. Na pozemku je zřízena drobná stavba čerpací stanice, která nahradila funkci parní vodárny. Technickým zařízením jsou dva ležaté sdružené dvouválcové parní stroje s kondenzací (výkon 80HP) a dvě dvojčinné plunžrové pumpy. Vodárna je mimo provoz a funguje především v rámci muzejního provozu.

## Galerie

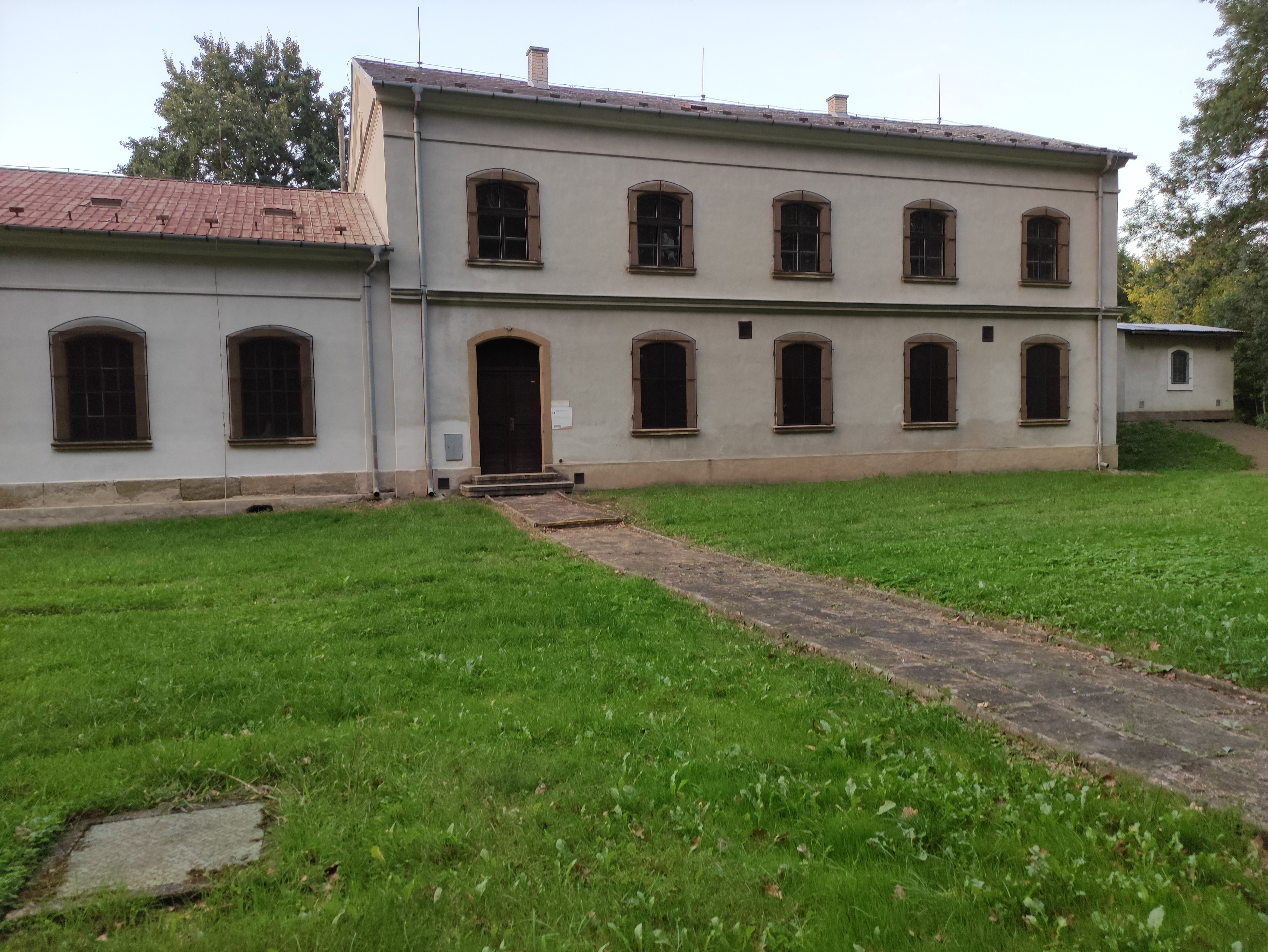
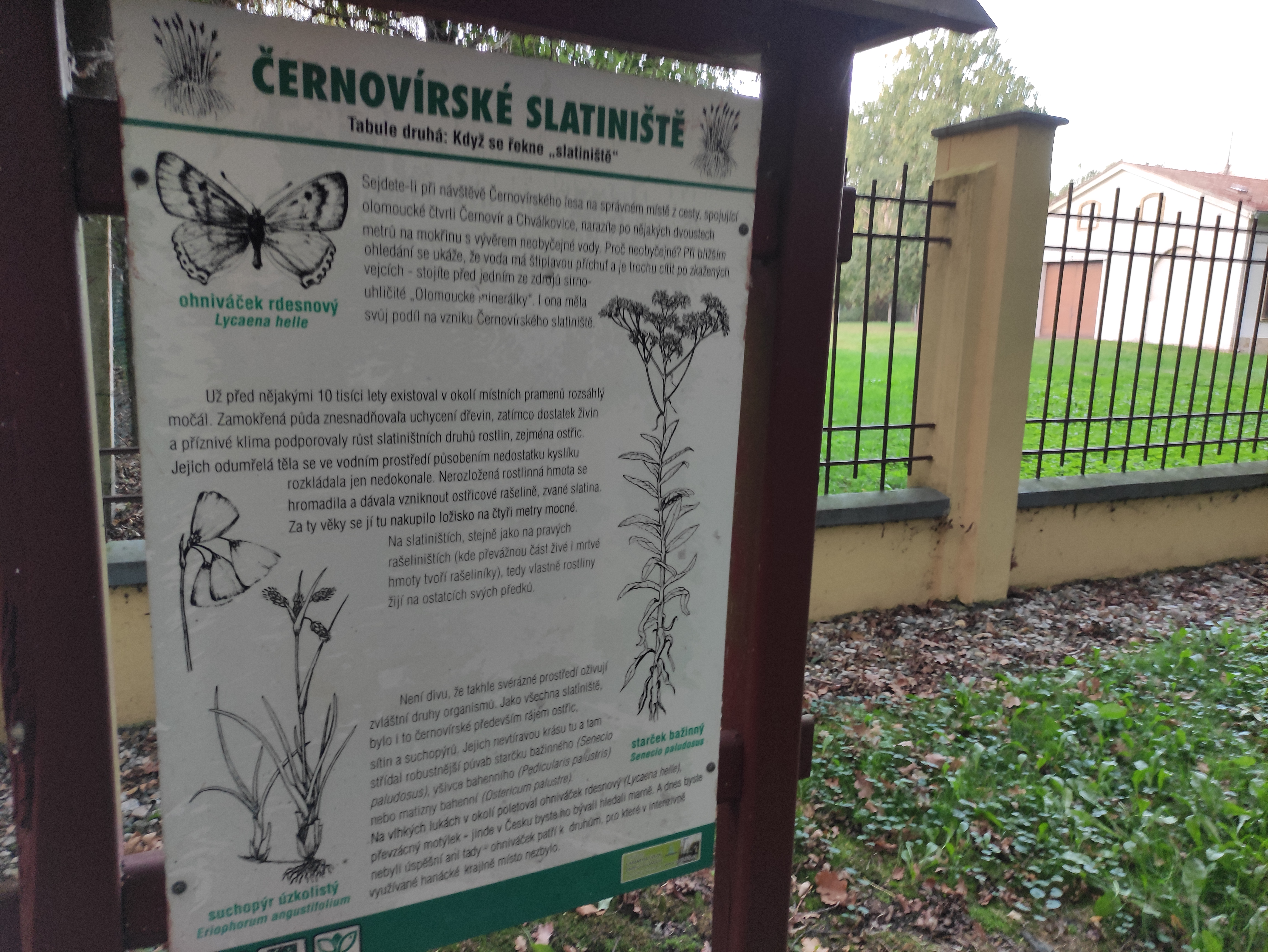
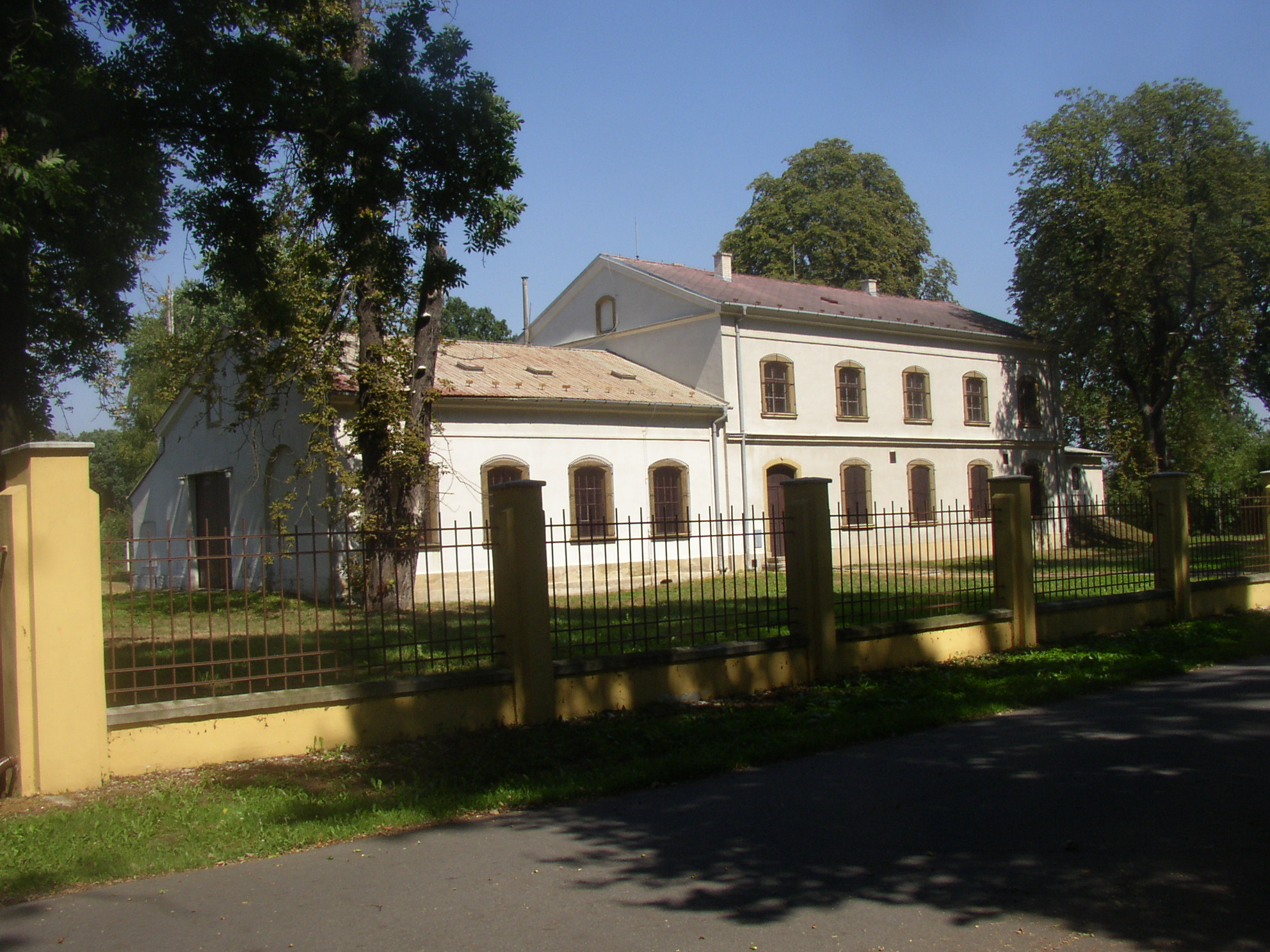
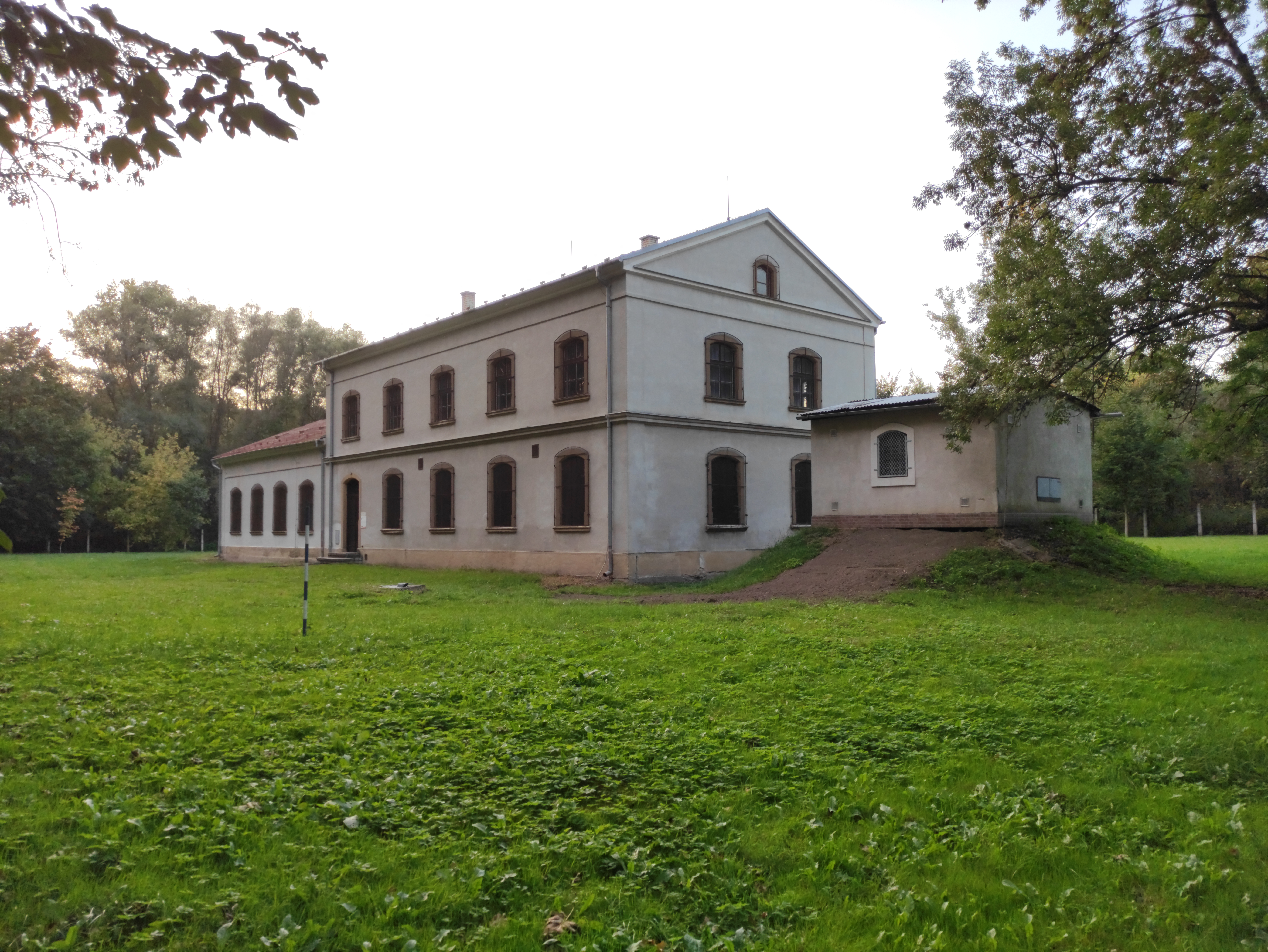
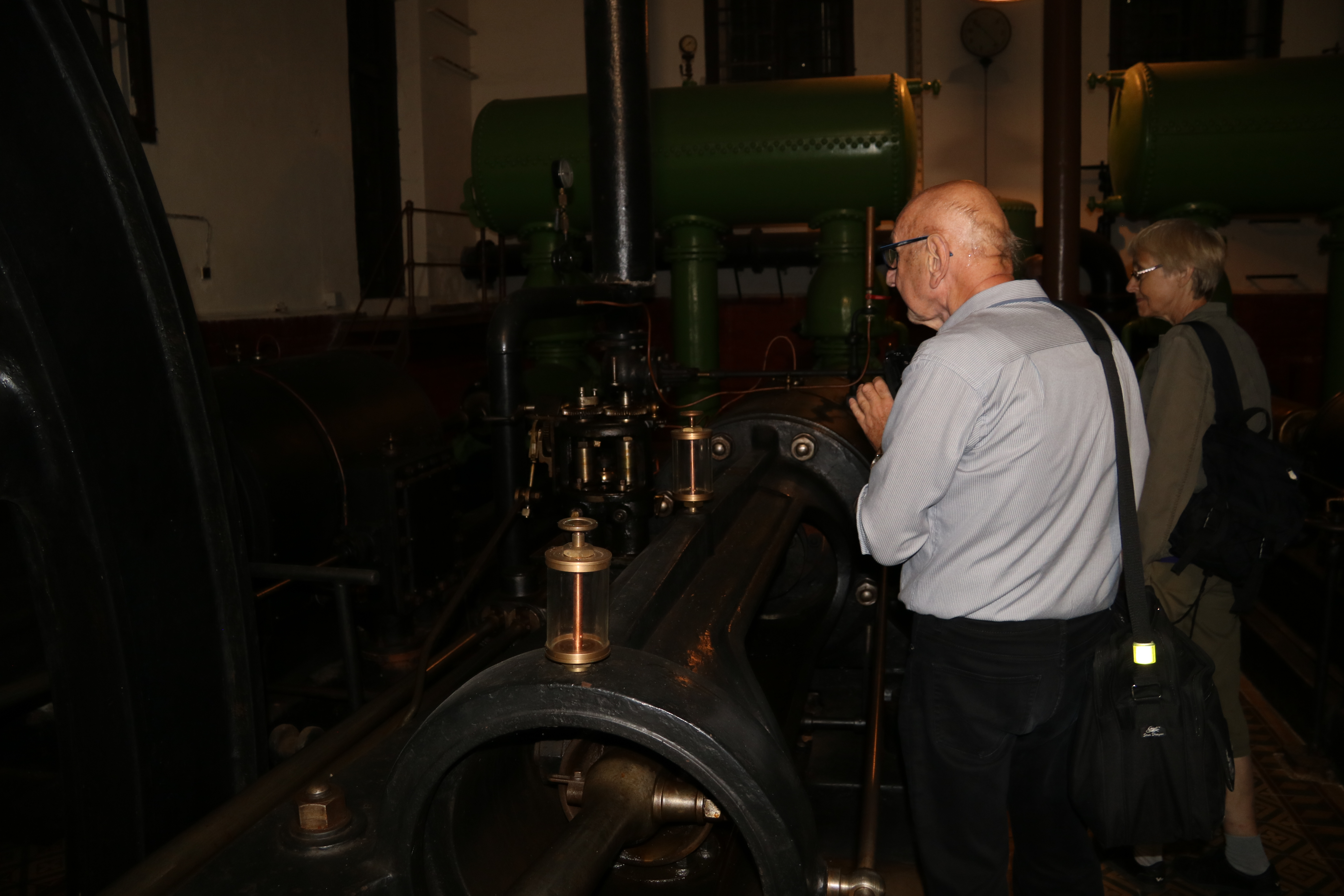
Zařízení parní vodárny
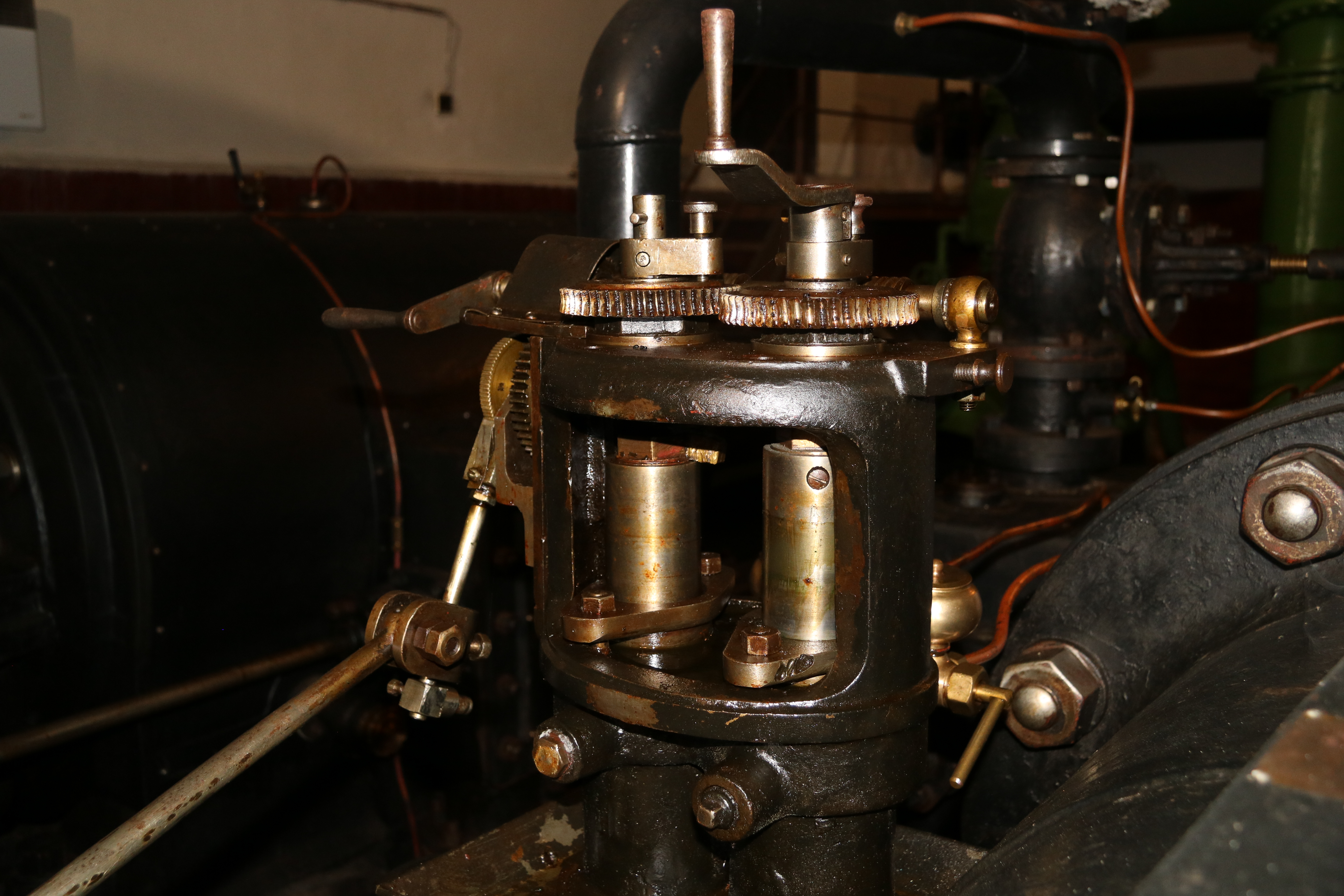
Zařízení parní vodárny
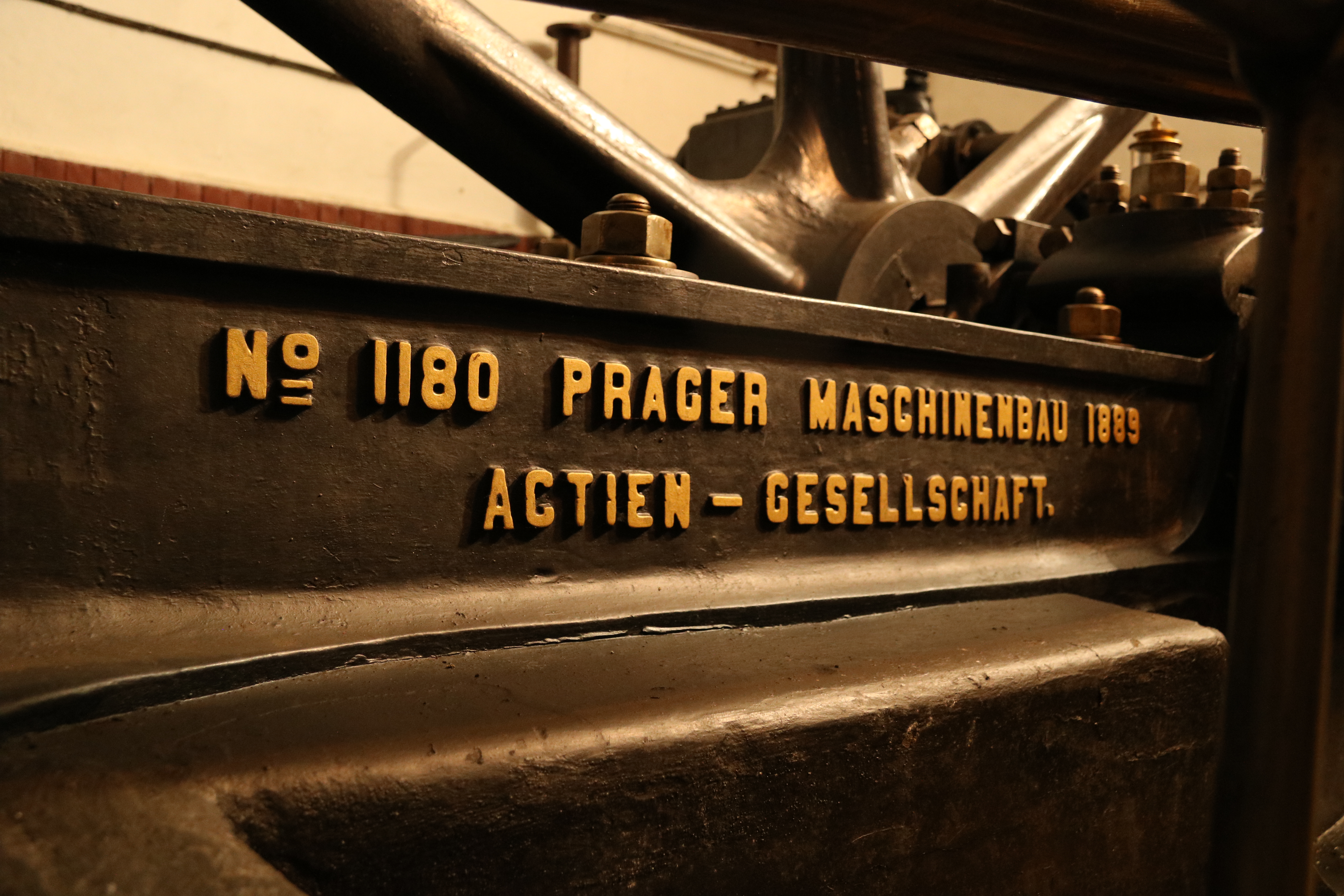
Zařízení parní vodárny
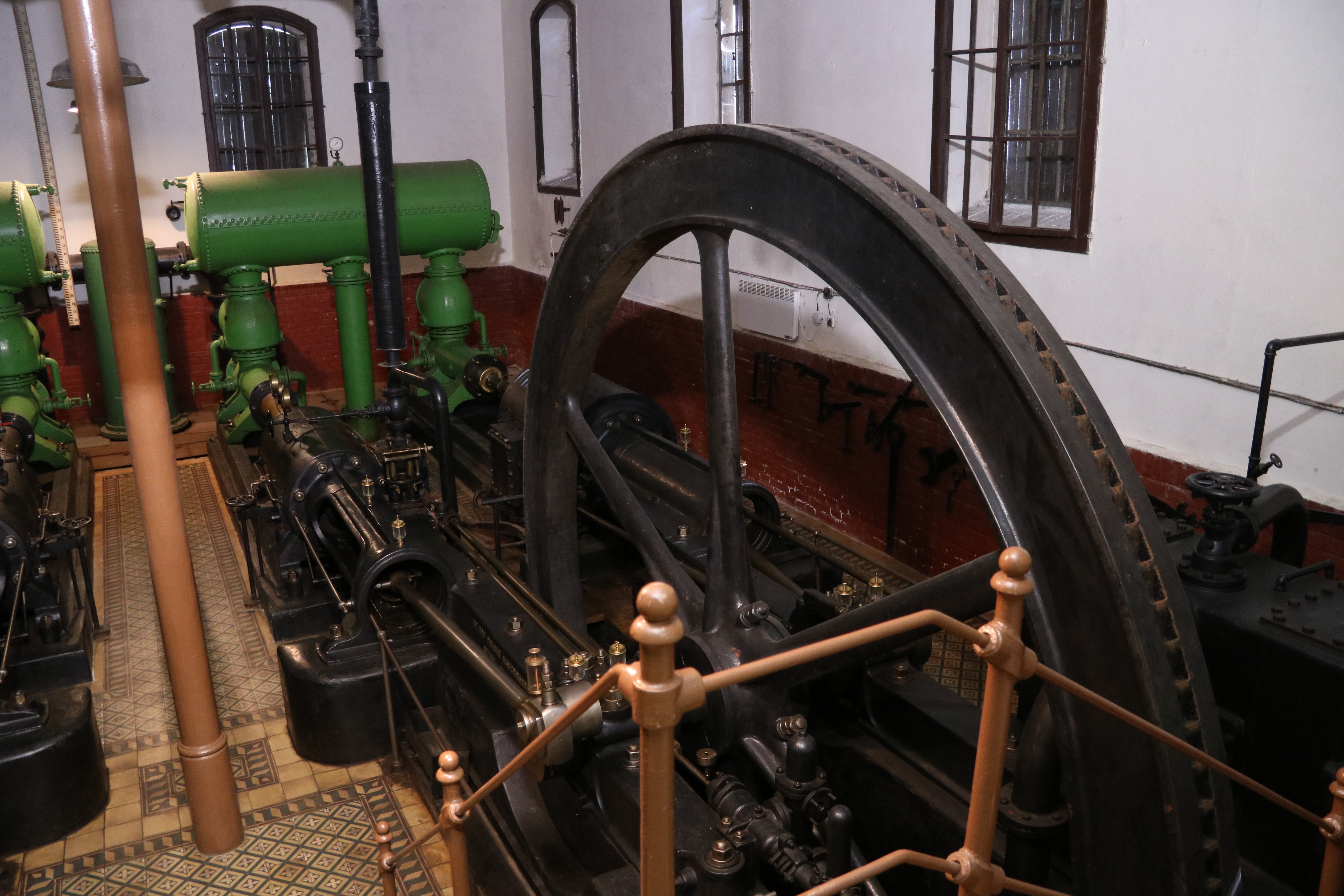
Celkový pohled na interiér a turbíny
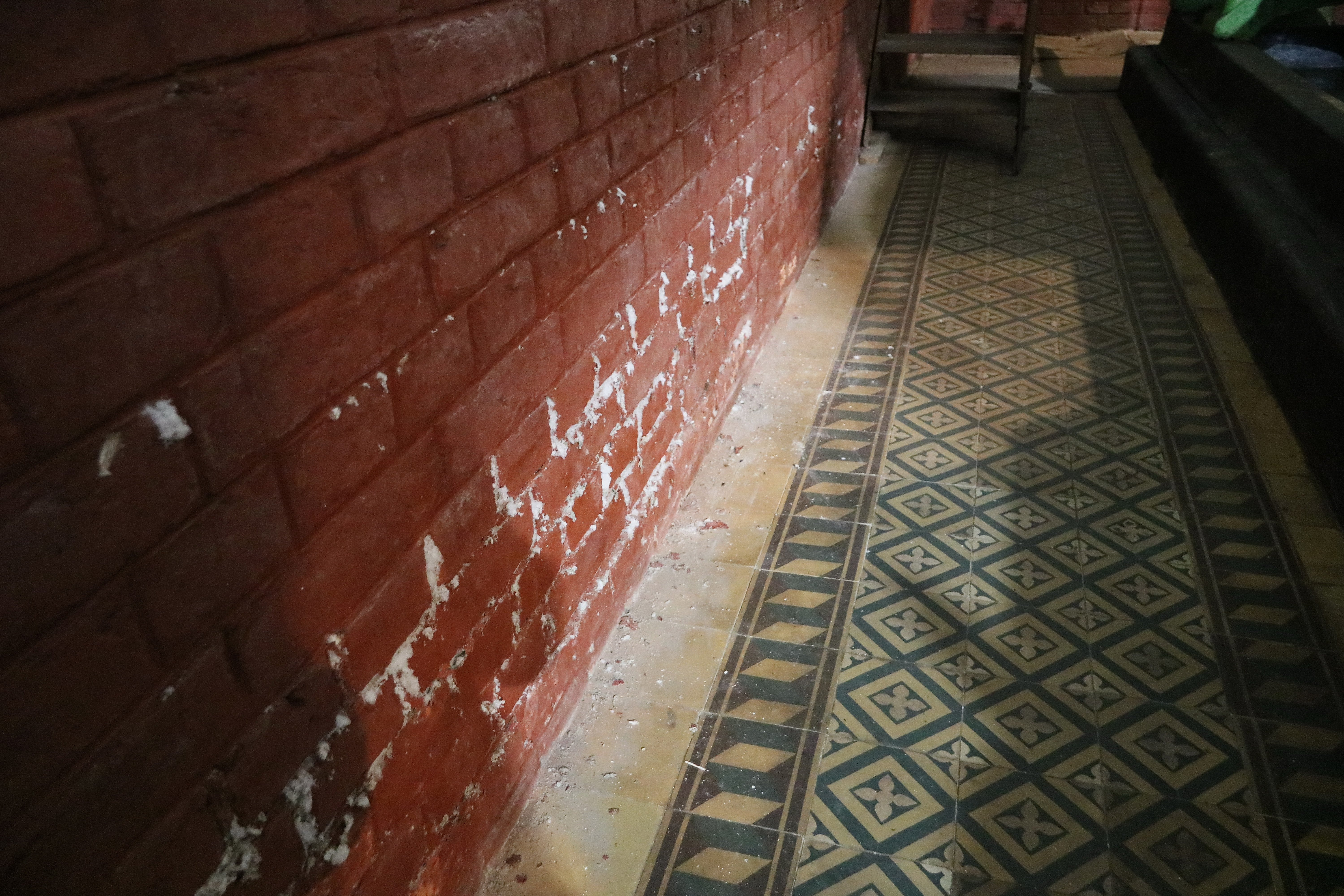
Dekorativní dláždění
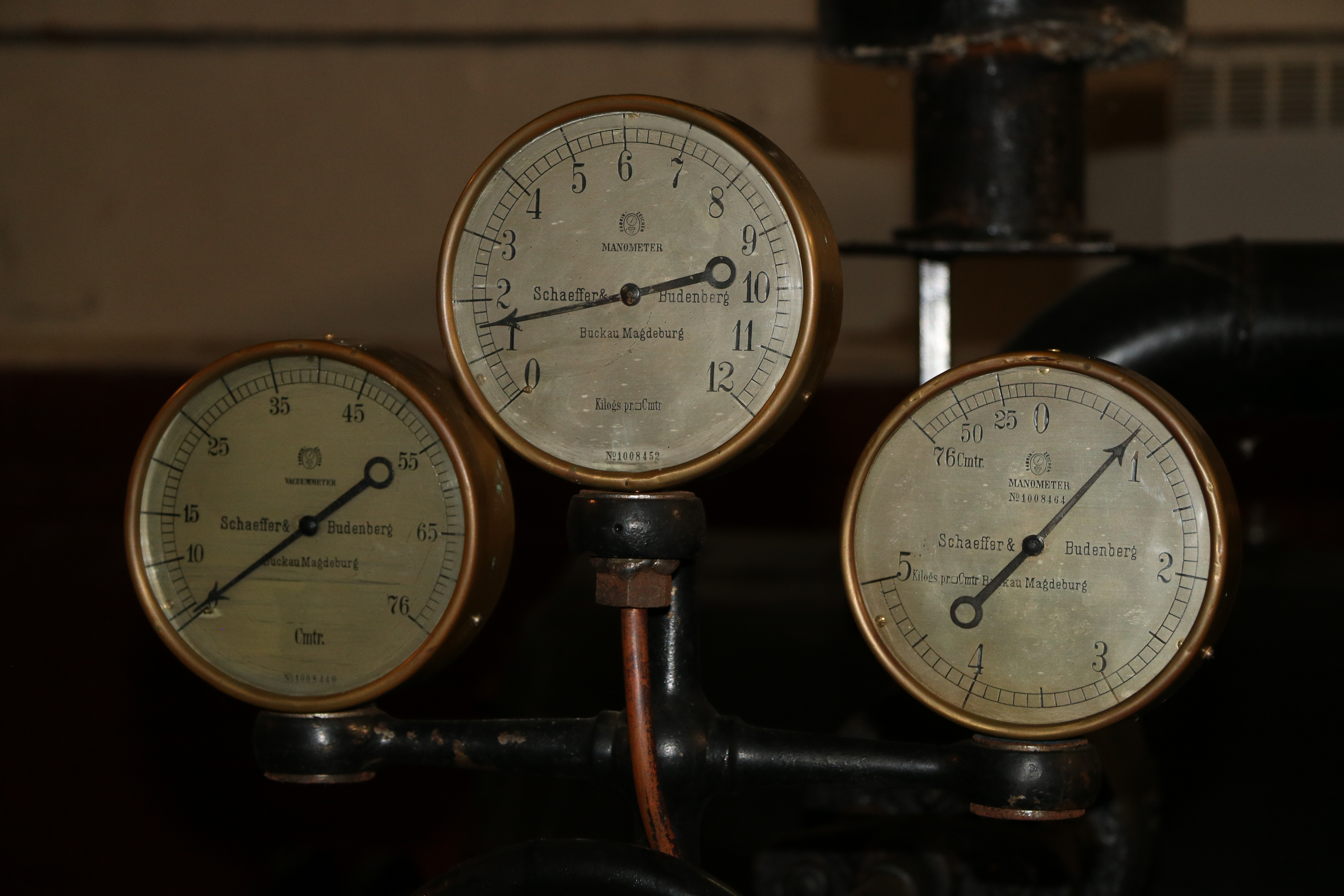
Měřiče
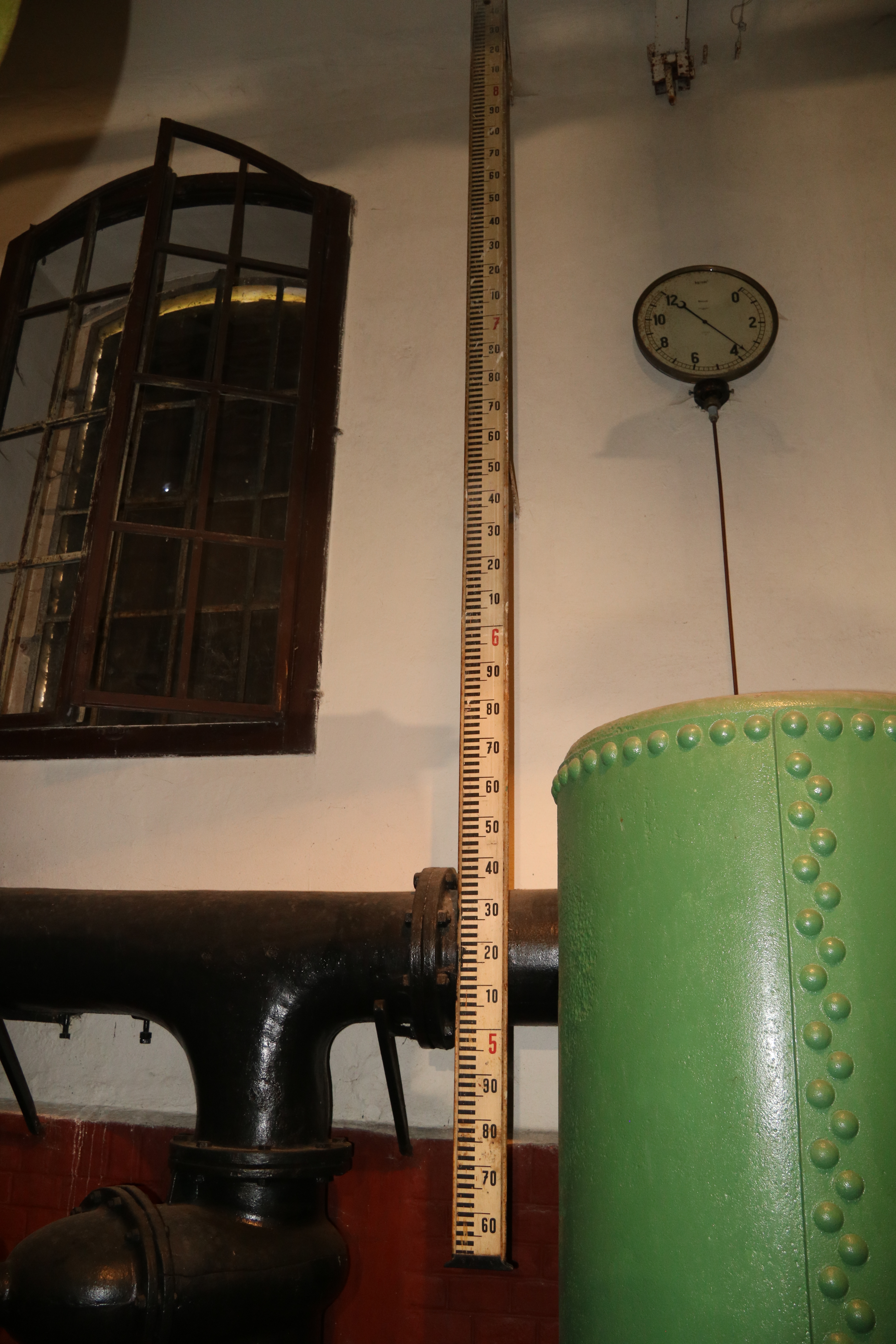
Zařízení parní vodárny
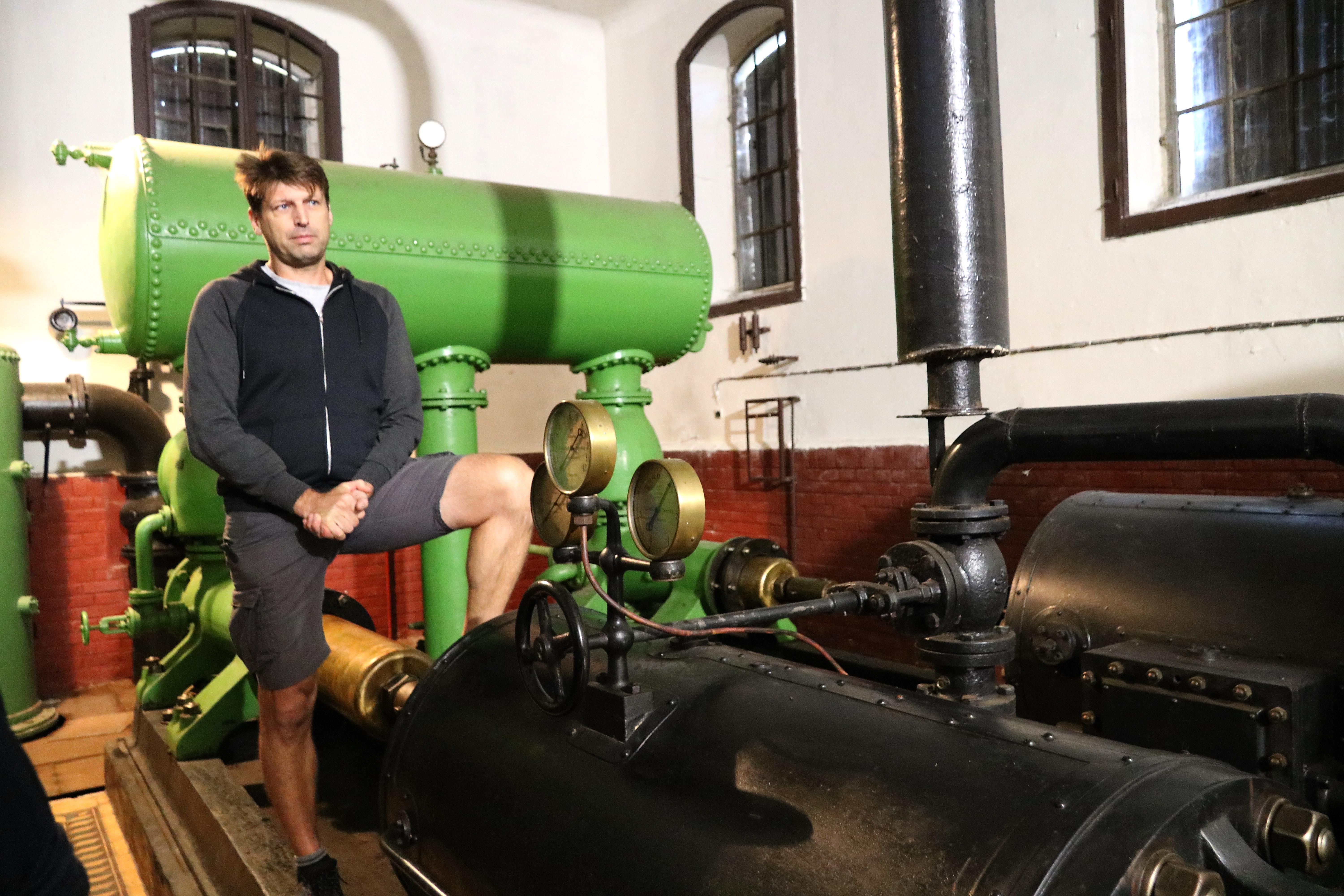
Zařízení parní vodárny s průvodcem, 10. 9. 2022

## Další informace
Severozápadním směrem, přibližně 460 m se nachází pramen Černovírská kyselka. Kolem vodárny vede turistická stezka a cyklostezka.